# Æthelric van Bernicia
Æthelric was de vierde koning van Bernicia van 568 tot 572 en zoon van de eerste koning Ida. Er is weinig bekend over het leven en de regering van Æthelric. De Historia Britonum en de Annales Cambriae verschillen. Er bestaan meningsverschillen over de rangschikking en de regeringsjaren van de koningen tussen de dood van Ida (559) en het begin van de heerschappij van Æthelfrith (592/593).
Hij was de vader van Æthelfrith. Æthelric van Bernicia is niet dezelfde als koning Æthelric van Deira (589/599-604).